# Kindereisenbahn Swerdlowsk
| O&K-Dampflokomotive № 12350 (№ 9) mit einem Personenzug auf der Strecke von Solnetschnaja nach Zentralnaja                                                                       |                     |                                              |                                  |
| Streckenverlauf der Kindereisenbahn Swerdlowsk |                     |                                              |                                  |
| Streckenlänge: | 2,8 km              |                                              |                                  |
| Spurweite: | 750 mm (Schmalspur) |                                              |                                  |
| |                     |                                              |                                  |
| \| \| \| Zentralnaja (Hbf.) (Центральная) \| \| \| \| Solnetschnaja (Солнечная) \| \| \| \| Pionerskaja (Пионерская) \| \| \| \| Jubileinaja in der Wendeschleife (Юбилейная) \| |                     |                                              |                                  |
| Kopfbahnhof Streckenanfang |                     | Zentralnaja (Hbf.) (Центральная)             | Zentralnaja (Hbf.) (Центральная) |
| Haltepunkt / Haltestelle |                     | Solnetschnaja (Солнечная)                    | Solnetschnaja (Солнечная)        |
| Haltepunkt / Haltestelle |                     | Pionerskaja (Пионерская)                     | Pionerskaja (Пионерская)         |
| |                     | Jubileinaja in der Wendeschleife (Юбилейная) |                                  |

Die Kindereisenbahn Swerdlowsk (russisch Свердло́вская детская желе́зная доро́га имени Никола́я Алексе́евича Остро́вского, Swerdlowskaja detskaja schelesnaja doroga imeni Nikolaja Alexejewitscha Ostrowskowo) ist eine schmalspurige Parkeisenbahn im Zentralpark für Kultur und Erholung in der russischen Stadt Jekaterinburg. Die Bahn wurde am  9. Juli 1960 als eine der vielen Kindereisenbahnen in der Sowjetunion eröffnet und ist heute im Sommer von Mittwoch bis Sonntag in Betrieb.

## Geschichte
Nachdem der Bau der Kindereisenbahn in den späten 1950er Jahren geplant worden war, beschloss der Stadtrat und Stadtkomitee des Komsomol Swerdlowsk 1958, den Pionieren der Stadt ein Geschenk zu überreichen: eine eigene Pioniereisenbahn. Im selben Jahr begann der Bau im Wald des nach Wladimir Majakowski benannten Zentralparks für Kultur und Erholung (russisch Центральный парк культуры и отдыха имени Маяковского, Zentralny park kultury i otdycha imeni Majakowskowo). Ein mit Pensionären der Swerdlowsk-Eisenbahn besetztes Komitee wurde einberufen, das für die Organisation der Ausbildung junger Eisenbahner verantwortlich war. Nach dem theoretischen Unterricht im Haus der Eisenbahner konnten die Jugendlichen auf der Kindereisenbahn praktisch geschult werden.
Die Bahn wurde am 9. Juli 1960 feierlich eröffnet. Sie trägt seit 1961 den Namen von Nikolai Ostrowski.

## Streckenverlauf
Bisher hat die Strecke auf einer Länge von 2,8 km vier Stationen. Die Fahrzeit beträgt 27 min. Obwohl der Zug an allen Stationen hält, werden Fahrgäste nur an den Endstationen abgefertigt. Die restlichen Stationen liegen im Wald, der nur selten besucht wird.

## Stationen

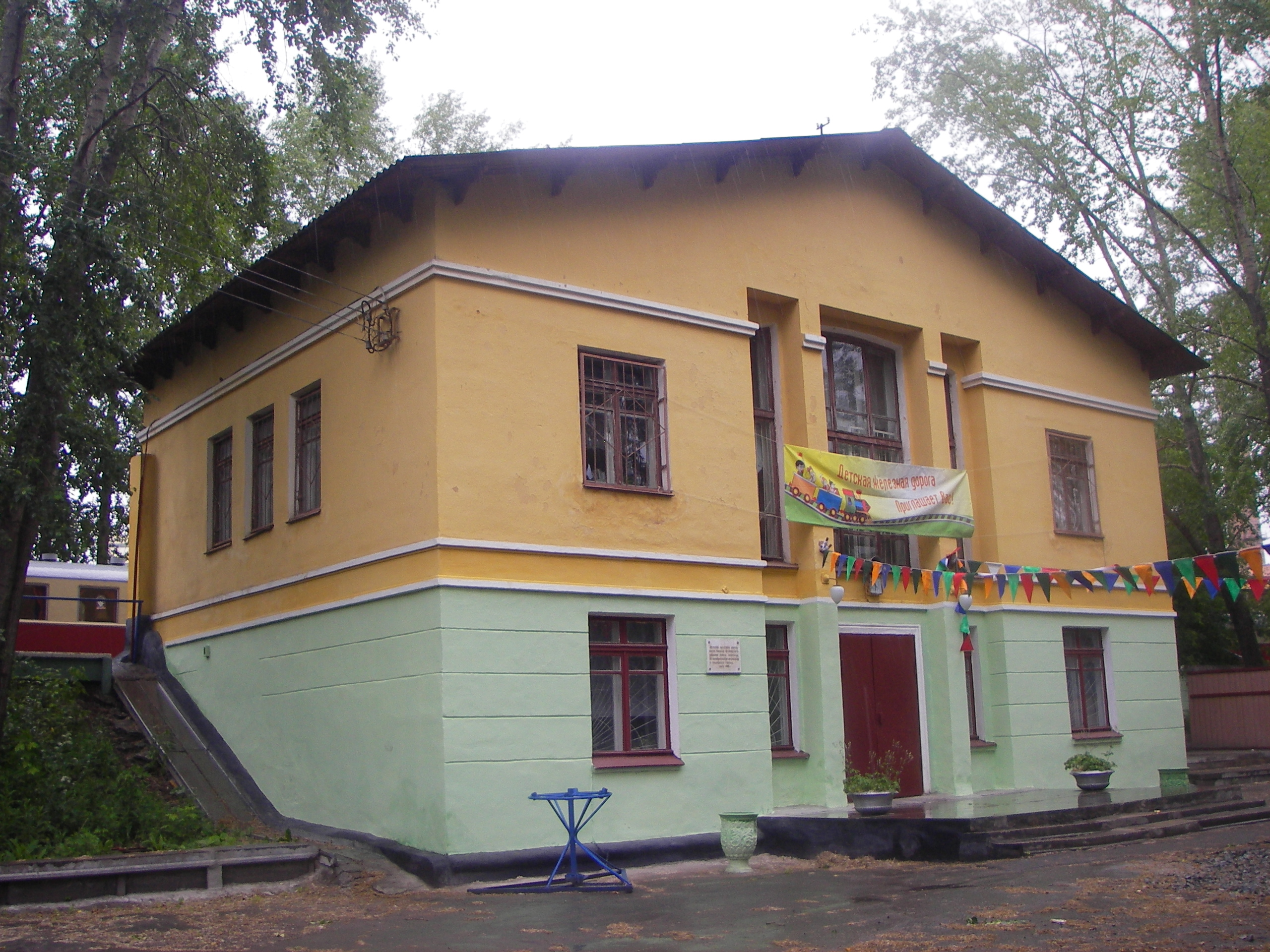
Hauptbahnhofsgebäude

Das heutige Hauptbahnhofsgebäude ist aus Beton errichtet und verfügt über zwei Etagen: Es gibt im Erdgeschoss einen Büroraum und einen Warteraum für die Fahrgäste. Im Obergeschoss ist ein Saal sowie die Büros des Leiters und stellvertretenden Leiters Chef der Kindereisenbahn sowie ein Fahrkartenschalter. Hinter dem Bahnhof gibt es einen Treffpunkt für junge Eisenbahnarbeiter sowie ein Depot mit zusätzlichen Räumen.
An der Jubiläums-Station gibt es keine Gebäude. Früher war das ein gut besuchter Teil des Parks in der Nähe der Station Zentralpark. Auf dem Bahnsteig gab es einen aus Spanplatten errichteten Fahrkartenverkaufsschalter, der nach einem Brand nicht wieder aufgebaut wurde. Dies führte zu einer interessanten Besonderheit des Kinderbahn: Der Diensthabende der Jubiläums-Station fährt immer im Zug mit.

## Schienenfahrzeuge

### Lokomotiven

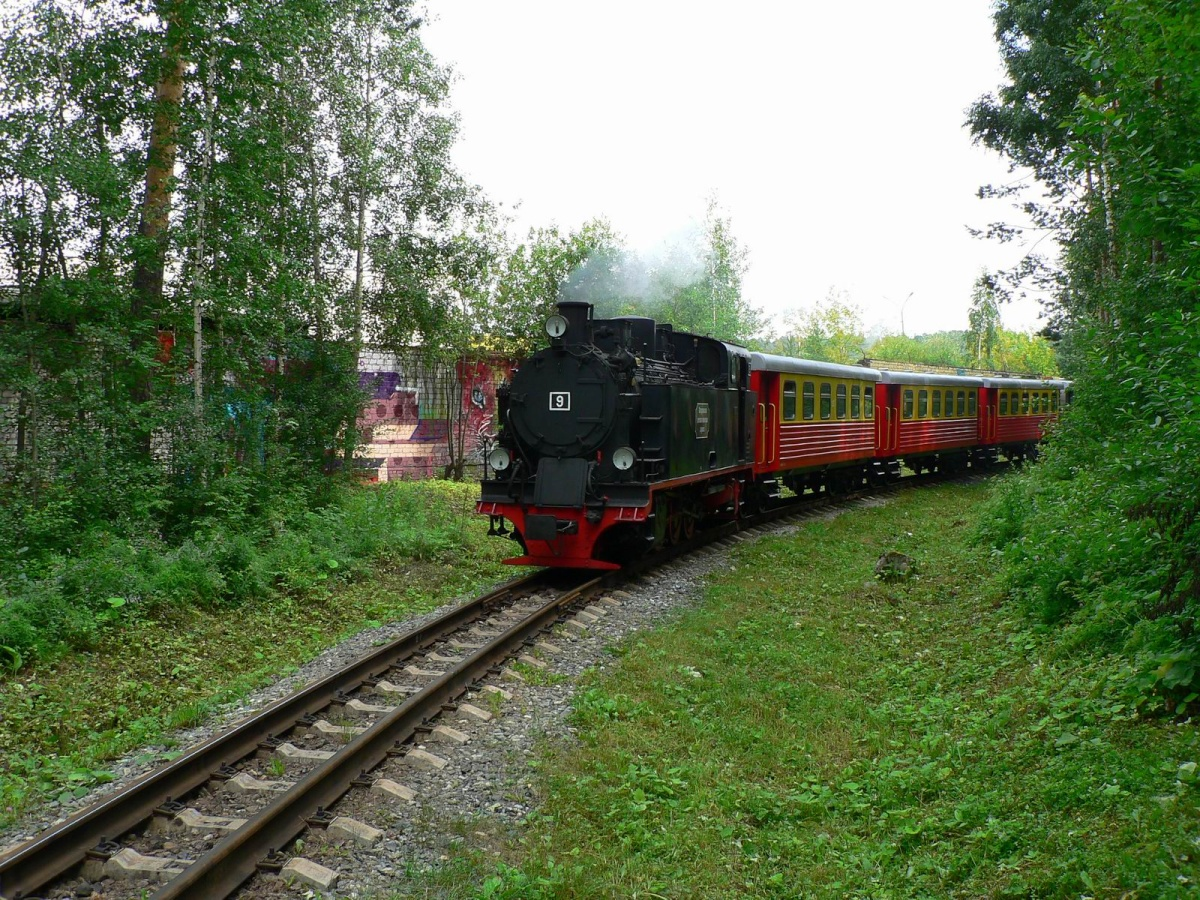
Dampflokomotive DH2T von Orenstein & Koppel

Die im Jahr 1931 von Orenstein & Koppel in Deutschland gebaute Dampflokomotive der Gattung Dh2t kommt gelegentlich an Feiertagen zum Einsatz, wird aber auch sonst manchmal angeheizt. Sie stammt von der Mansfelder Bergwerksbahn des VEB Mansfeld Kombinat Wilhelm Pieck Eisleben.
Die Kindereisenbahn Swerdlowsk hat außerdem folgende Diesellokomotiven:
- Umbau-Dieselloks der SŽD-Baureihe ТУ7А – № 3355
- Diesellok RŽD-Baureihe ТУ10 – № TU10-013
- Diesellok SŽD-Baureihe ТУ2 – № 236

Derzeit werden aber nur zwei der drei Diesellokomotiven regelmäßig eingesetzt: Die  Schmalspurlokomotive ТУ7А-3355 mit einer Leistung von 294 kW (400 PS) und einem Gewicht von 24 Tonnen sowie eine kleinere ТУ10-013 mit einer Leistung von 170 kW (230 PS). Die Diesellokomotive ТУ2–236 kam nach der Schließung der Schmalspurbahn im Oblast Tula (Тула-Лихвинская узкоколейная железная дорога) im Jahr 2000 zur Kindereisenbahn Swerdlowsk. Sie wird nur selten eingesetzt.
Die Draisine PD-1 wird nur für dienstliche Zwecke eingesetzt.

### Wagen

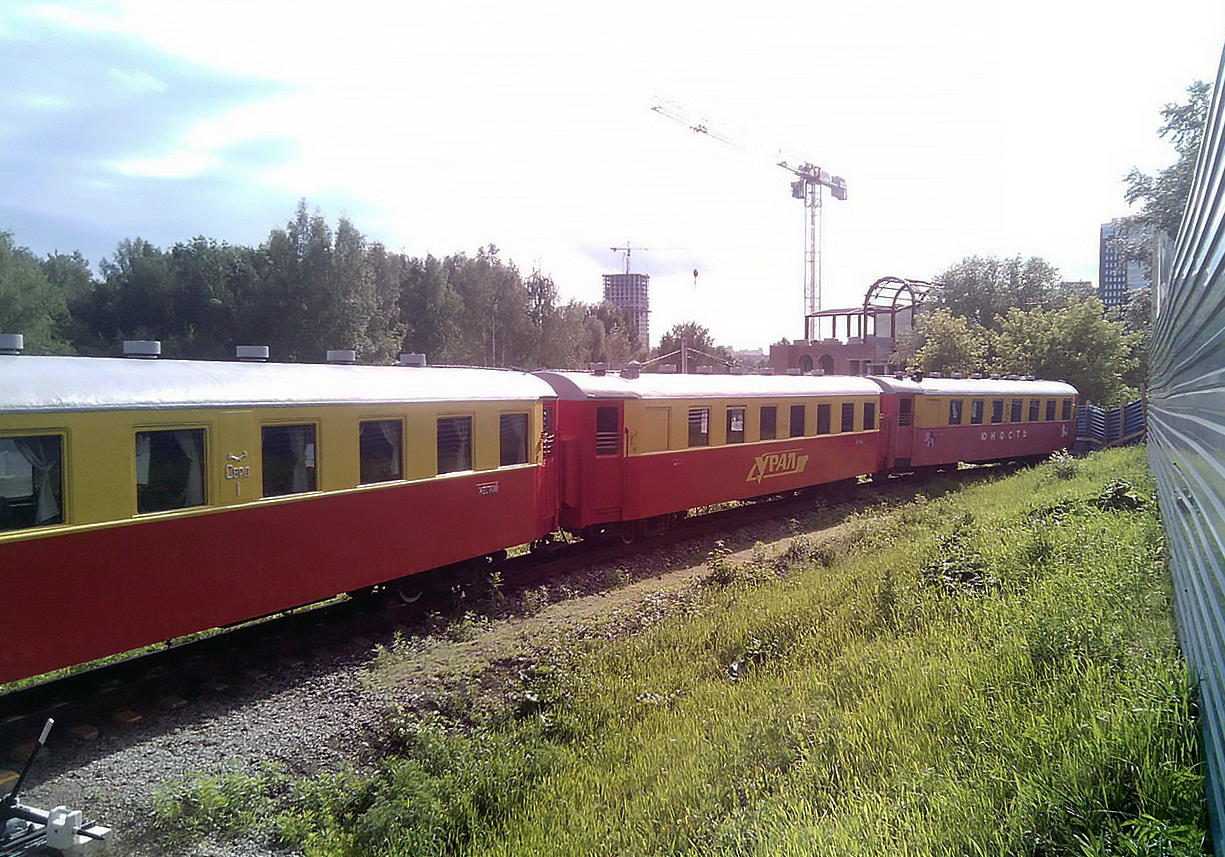
Pafawag-Wagen des Typs VP750

Im regulären Personenverkehr werden sechs Wagen des Typs VP750 von der Maschinenfabrik Kambarka verwendet (Stand Juni 2015). Die Wagen wurden zu unterschiedlichen Zeiten beschafft: Die ersten drei Wagen wurden im Jahr 2010 geliefert, vor dem Abschluss der Wiederherstellung der Bahnstrecke. Sie sind rot und gelb lackiert. Die zweite Charge, die auch aus drei Wagen besteht, wurde Mitte 2013 geliefert. Diese Wagen haben eine leicht modifizierte Form insbesondere bei den Fenstern und sind mit Gepäckregalen sowie Tischen ausgestattet. Die Wagen wurden nicht neu gestrichen und tragen noch die ursprünglichen grauen, roten und blauen Farben. Unter der Woche haben die Züge normalerweise drei Wagen und an Wochenenden sechs Wagen. Auf dem Abstellgleis beim Museum sind außerdem einige Pafawag-Wagen abgestellt, die noch generalüberholt werden müssen.